# REBOOT (アルバム)
『REBOOT』（リブート）は、日本のロックバンド・Hundred Percent Freeが2009年5月20日にMagnifiqueから発売した2枚目のミニアルバムである。

## 内容
前作『Hundred Percent Free』から約9ヶ月ぶりのミニアルバム。今作からCDジャケットの表記もHundred Percent Freeとなる。
配信限定シングル「Believer」を含む10曲入りで、ベースのMK-IIが心臓病の治療のため脱退し、5人組になって初の作品である。タイトルはコンピューター用語の「再起動」で、ベースレスになっても5人で原点に立ち返るという意味が込められている。
初めてオリコンの300位圏内にランクインした。また、名古屋地区のタワーレコードではインディーズ週間チャート1位を獲得している。

## 収録曲
1. DEAD or LIVE 〜Level 0〜 [0:26]
作曲・編曲：Hundred Percent Free

1. Believer [2:59]
作詞：Tack、Ko-KI
作曲：SIG
編曲：Hundred Percent Free
3rd配信限定シングルの表題曲。
2. Super Star [2:39]
作詞：Tack、Ko-KI、L(R)UCCA
作曲：SIG
編曲：Hundred Percent Free
3. UNITE [3:32]
作詞：Tack、Ko-KI
作曲：SIG
編曲：Hundred Percent Free
4. DEAD or LIVE 〜Interlude〜 [0:28]
作曲・編曲：Hundred Percent Free

1. M.P.O [3:15]
作詞：Tack、Ko-KI
作曲：SIG
編曲：Hundred Percent Free
2. DISCO THE PRTY [3:16]
作詞：Tack、Ko-KI
作曲：SIG
編曲：Hundred Percent Free
3. 神輿 [3:06]
作詞：Tack、Ko-KI
作曲：B-BURG
編曲：Hundred Percent Free
4. DEAR or LIVE 〜Level 1〜 [0:35]
作曲・編曲：Hundred Percent Free

1. HYBRID YOU&I -Theme of HPF- [3:36]
作詞：Tack、Ko-KI、L(R)UCCA
作曲：B-BURG
編曲：Hundred Percent Free

## 参加ミュージシャン
- Hundred Percent Free
  - Tack：Vocal
  - Ko-KI：Vocal
  - SIG：Guitar
  - KAZ：Drums
  - B-BURG：Hybrid Programmer
- MK-II：Bass (全曲)
- K.E：Additional Keyboard (#2)
- L(R)UCCA：Lyrics Advised (全曲)

## REBOOT EXTRA
「REBOOT EXTRA」（リブート・エクストラ）は、日本のロックバンド・Hundred Percent Freeの4作目の配信限定シングル。

### 概要
- 前作「Believer」から4ヵ月ぶりの配信限定シングル。
- ライブハウスツアー『JAP∞PARADE09～REBOOT EXTRA～』の初日公演の前日に発売された[5]。

### 収録曲
1. DEAD or LIVE! [3:28]
作詞：Tack、Ko-KI
作曲：SIG
編曲：Hundred Percent Free
2008年の夏にラウドロックを意識して制作された楽曲。歌詞はメンバーとツアー各地で対バンする音楽仲間、ファンへの思いが書かれており、タイトルは「死ぬかライヴをやるか！」というバンドの意気込みに置き換えた意味で、ALIVEの“A”を取って命名された[5]。
レコーディング自体は2009年2月の2ndミニアルバム『REBOOT』制作時に行われていたが、フルバージョンはアルバムには収録されず、イントロや間奏部分だけがインストゥルメンタルとして収録されていた。しかし、『JAP∞PARADE09～REBOOT～』敢行時、「出会った各地のファンや仲間に、このタイミングでこの歌を届けたい」という強い思いがメンバーに湧き上がり、ツアー中にミキシングを完成させ、配信という最速のリリース方法での発表となった経緯がある[5]。
2. Believer〜Hundred Lily B-BURG ReMIX〜 [3:35]
作詞：Tack、Ko-KI
作曲：SIG
リミックス：B-BURG
ハイブリッド・プログラマーのB-BURGが手掛けた、3rd配信限定シングル「Believer」のリミックスバージョン。

## REBOOT complete edition
『REBOOT complete edition』（リブート・コンプリート・エディション）は、日本のロックバンド・Hundred Percent Freeが2009年10月14日にMagnifiqueから発売した1枚目の配信限定ミニアルバムである。

### 内容
初の配信限定ミニアルバム。2009年1年間テーマとして掲げて来た「REBOOT＝再起動」を完了させる意味が込められた作品。
2ndミニアルバム『REBOOT』からインストゥルメンタルを除く7曲、配信限定シングル「REBOOT EXTRA」の収録曲「DEAD or LIVE!」、ボーナストラックの「Lost my world」を加えた計9曲入り。

### 収録曲
1. DEAD or LIVE! [3:28]
作詞：Tack、Ko-KI
作曲：SIG
編曲：Hundred Percent Free
4th配信限定シングル「REBOOT EXTRA」収録曲。
2. Believer [3:01]
作詞：Tack、Ko-KI
作曲：SIG
編曲：Hundred Percent Free
3rd配信限定シングル「Believer」の表題曲。
3. Super Star [2:44]
作詞：Tack、Ko-KI、L(R)UCCA
作曲：SIG
編曲：Hundred Percent Free
4. UNITE [3:33]
作詞：Tack、Ko-KI
作曲：SIG
編曲：Hundred Percent Free
5. M.P.O [3:16]
作詞：Tack、Ko-KI
作曲：SIG
編曲：Hundred Percent Free
6. DISCO THE PARTY [3:17]
作詞：Tack、Ko-KI
作曲：SIG
編曲：Hundred Percent Free
7. 神輿 [3:08]
作詞：Tack、Ko-KI
作曲：B-BURG
編曲：Hundred Percent Free
8. HYBRID YOU&I -Theme of HPF- [3:36]
作詞：Tack、Ko-KI、L(R)UCCA
作曲：B-BURG
編曲：Hundred Percent Free
9. Lost my world [4:17]
作詞：Tack、Ko-KI
作曲：SIG
編曲：Hundred Percent Free
今作の収録曲を各々単曲で購入するのではなく、アルバム単体購入の場合のみ付属されるボーナストラック。結成当時からのライブ定番曲で、2ndミニアルバム『REBOOT』制作時にレコーディングされたものの、お蔵入りとなっていたデッドストック[6]。